# Философия ботаники
«Филосо́фия бота́ники» (лат. Philosophia botanica, более точный перевод названия книги — «Ботаническая философия») — научная работа и учебное руководство шведского натуралиста Карла Линнея (1707—1778), одно из наиболее выдающихся его сочинений, одна из основополагающих работ в области биологической систематики. В книге детально излагаются принципы описания и именования растений.
Первое издание вышло в 1751 году на латинском языке. Первое переводное издание на русском языке вышло в 1800 году.

## Содержание
Книга построена как сборник афоризмов, снабжённых комментариями и системой перекрёстных ссылок. Всего в ней 365 афоризмов, объединённых в двенадцать глав. Число афоризмов совпадает с числом дней в году (распределение по главам неравномерно, хотя число глав неслучайно и основано, как полагают, либо на числе месяцев, либо на двенадцатеричной системе измерений в дюймах и футах, широко распространённой в то время).

## Значение

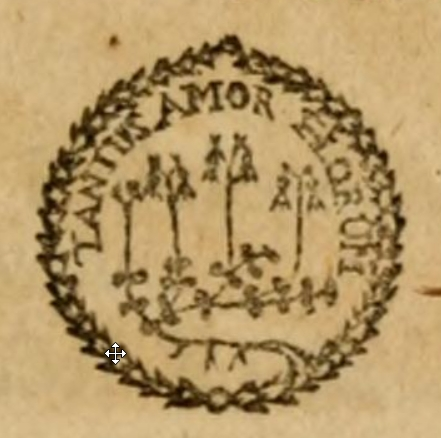
Виньетка с титульного листа первого издания «Философии ботаники» с изображением любимого растения Линнея, Linnaea borealis, и девизом Линнея Tantus amor florum — цитатой из «Георгик» Вергилия

«Философия ботаники» — одно из наиболее известных произведений Карла Линнея. Эта работа во второй половине XVIII и первой половине XIX века оказала значительное влияние на развитие ботаники как науки. В творческом наследии Линнея «Философия ботаника» является наиболее важной работой после «Видов растений». В Большой российской энциклопедии «Философия ботаники» названа «одним из самых выдающихся его сочинений».
Многие афоризмы стали крылатыми выражениями и часто цитируются в работах других естествоиспытателей. Наиболее известные: «всё живое из яйца», «не признаки определяют род, но род — признаки», «природа не делает скачков», «мы насчитываем столько видов, сколько форм было создано изначально» и др. Не все эти фразы изначально принадлежали Линнею, но именно повсеместное использование Philosophia botanica и её вариантов в преподавании в течение нескольких десятилетий способствовало их распространению.

## Издания
Первое издание книги вышло в Стокгольме в 1751 году:
- Linnaeus C. Philosophia botanica : in qua explicantur fundamenta botanica cum definitionibus partium, exemplis terminorum, observationibus rariorum, adjectis figuris aeneis :  [лат.]. — Stockholmiæ : Godofr. Kiesewetter, 1751. — December. — [6] + 362 s., portr. + 9 s. fig.[5]

Второе издание вышло в Берлине в 1780 году:
- Linnaeus C. Philosophia botanica in qua explcantur Fundamenta Botanica cum Definitionibus partium, Exemplis terminorum, Observationibus rariorum. Adiectis Figuris aeneis. Editio Secunda. Curante Johanne Gottlieb Gleditsch. Berlin C.F. Rimburgi. 1780.

Переводы на русский язык
Если не считать некоторых учебников ботаники на русском языке конца XVIII — начала XIX века, которые в значительной мере строились как пересказы Philosophia botanica,имеется два изданных русских перевода: сокращённый перевод 1800 года и полный академический перевод, вышедший в серии «Классики науки» в 1989 году:
- Линней К. Философия ботаники, изъясняющая первыя оной основания / Пер. с латин. Т. Смеловского. — СПб. : При Имп. Акад. наук, 1800. — [3], IV, 195, [11], XLII с., [1] л. фронт., 11 л. ил.[6]
- Линней К. Философия ботаники : [арх. 8 марта 2016] / Пер. с латин. Н. Н. Забинковой, С. В. Сапожникова, под ред. М. Э. Кирпичникова; изд. подгот. И. Е. Амлинский. — М. : Наука, 1989. — 456 с. — («Классики науки». Подсерия «Памятники истории науки»). — ISBN 5-02-003943-8.

Издание 1800 года представляло собой сокращённое изложение содержимого работы Линнея, сделанное «на российском языке» Тимофеем Смеловским, адъюнкт-профессором Санкт-Петербургской медико-хирургической академии. На фронтисписе этой книги был размещён портрет Карла Линнея работы российского гравёра Алексея Колпашникова. Чуть позже появилось так называемое «титульное издание» этой книги — нераспроданная часть тиража издания 1800 года с другим титульным листом, на котором в качестве года издания был указан 1805 год.
Переводы на другие языки
Первый английский перевод работы Линнея (в сокращённом виде) был опубликован в 1775 году:
- Linné C. The Elements of botany, containing the history of the science, with accurate definitions of all the terms of art … the theory of vegetables, the scientific arrangement of plants and names used in botany, rules concerning the general history, virtues and uses of plants, being a translation of the Philosophia botanica and other treatises of the celebrated Linnaeus, to which is added an appendix, wherein are described some plants lately found in Norfolk and Suffolk… :  [англ.] / transl. by H. Rose. — London : T. Cadell and M. Hingeston, 1775. — 526 p.

В 1788 году был опубликован полный французский перевод «Философии ботаники»:
- Linné C. Philosophie botanique… : dans laquelle sont expliqués les fondements de la botanique : avec les définitions de ses parties, les exemples des termes, des observations sur les plus rares… :  [фр.] / Traduite du latin par Fr.-A. Quesné. — Paris, 1788.